# Премія імені Влодзімежа Зонна
Премія імені Влодзімежа Зонна – нагорода Польського астрономічного товариства за видатні заслуги в поширенні та популяризації знань про Всесвіт. Кожні два роки журі, призначене Головною Радою Польського астрономічного товариства, нагороджує переможців медаллю пам’яті астронома Влодзімежа Зонна. Автор медалі – Єва Ольшевська-Борис.
Премія присуджується з 1983 року. Зазвичай її вручають одній людині, хоч іноді ділять між двома-трьома особами. Премію також дають посмертно.

## Лауреати нагород
- 1983: Станіслав Бжосткевич[pl]
- 1985: Ян Мергенталер
- 1987: Міхал Геллер
- 1989: Кшиштоф Зьолковський
- 1991: Едіт Пільська i Анджей Пільські[pl]
- 1993: Малгожата Срубка-Куб'як, Мірослав Куб'як, Казімеж Шиллінг[pl]
- 1995: Ярослав Влодарчик[pl]
- 1997: Генрик Чрупала[pl]
- 1999: Генрик Бранцевич
- 2001: Магдалена Срочинська-Козуховська
- 2003: Тадеуш Яжебовський
- 2005: Роберт Гленбоцкі (посмертно)
- 2007: Анджей Вощик
- 2009: Томаш Кваст i Юліан Мурзин
- 2011: Лех Манкевич[pl]
- 2013: Павел Максим (посмертно), Марек Щепанський
- 2015: Анджей Браніцький[1]
- 2017: Богдан Вшолек[2]
- 2019: Ядвіга Бяла i Яцек Дронжковський[2]
- 2021: Палуцько-Поморська астрономічно-екологічне товариство, Польське товариство любителів астрономії